# Art Howe
Pour les articles homonymes, voir Howe.
Arthur Henry Howe Jr., dit Art Howe (né le 15 décembre 1946 à Pittsburgh), est un joueur, recruteur et entraîneur de baseball américain.

## Biographie
Il a joué en Ligues majeures de baseball (MLB) en tant que joueur de champ intérieur pour les Pirates de Pittsburgh (1974-1975), les Astros de Houston (1976-1982) et les Cardinals de Saint-Louis (1984-1985).
Howe a également dirigé les Astros de Houston (1989-1993), les Athletics d'Oakland (1996-2002) et les Mets de New York (2003-2004).

## Postérité
L'acteur Philip Seymour Hoffman a interprété Howe dans le film Le Stratège (2011), qui a mis en scène les tactiques de Billy Beane consistant à utiliser la sabermétrie pour recruter des joueurs.